# Hymanella
Hymanella és un gènere de triclàdide planàrid que habita a Amèrica del Nord.